# 33972 Fuentesmuñoz
33972 Fuentesmuñoz è un asteroide della fascia principale. Scoperto nel 2000, presenta un'orbita caratterizzata da un semiasse maggiore pari a 2,182479 UA e da un'eccentricità di 0,176601, inclinata di 5,136181° rispetto all'eclittica. Ha un diametro di 2,174 km.